# San Diego (Jalisco)
San Diego es una localidad del estado mexicano de Jalisco. Es parte del municipio de Quitupan.

## Toponimia
El nombre «San Diego» hace referencia al santo patrono de la localidad: Diego de Alcalá.

## Demografía
| Gráfica de evolución demográfica |
|                                  |

| Censo | Población |
| ----- | --------- |
| 1900  | 631       |
| 1910  | 459       |
| 1921  | 665       |
| 1930  | 518       |
| 1940  | 457       |
| 1950  | 807       |
| 1960  | 1 061     |
| 1970  | 1 485     |
| 1980  | 1 070     |
| 1990  | 1 665     |
| 2000  | 1 631     |
| 2010  | 1 361     |
| 2020  | 1 268     |